# Josep Albert Barret i Moner
Josep Albert Barret i Moner (Barcelona, 1865 - 8 gener 1918), va ser un enginyer industrial, empresari del metall, professor de l'Escola Industrial de Barcelona i president de la Societat d'Industrials Mecànics i Metal·laris.
Va finalitzar els estudis d'enginyeria el 1885. Com a enginyer, va dissenyar diverses instal·lacions industrials, com la fàbrica de can Gusi, a Badalona. Com a catedràtic, va representar un paper rellevant en la modernització dels ensenyaments de l'Escola Industrial. Se'l considera el principal ideòleg de la reforma de l'ensenyament tècnic a Barcelona. Fou el redactor principal de l'informe de 1900, participà en els desenvolupaments ulteriors i formà part del primer patronat de l'Escola Industrial de Barcelona,  Fou nomenat director de l'Escola del Treball de Barcelona.
La seva primera feina fou als tallers mecànics Nuevo Vulcano de Barcelona, i posteriorment treballà a la societat "Arsenal Civil", de construcció de naval, ponts i maquinària. L'any 1898 va adquirir a Gerard Sabaté les instal·lacions de la fàbrica Industrias Metalúrgicas Consolidadas SA, ubicada al barri de la Marina de Sants, a Barcelona, canviant-li la denominació a Barret i Cía. Durant la primera guerra mundial produí espoletes pel bàndol aliat.
Morí assassinat a trets el 8 de gener de 1918 a la porta de l'Escola del Treball. Si bé en un primer moment les autoritats atribuïren el crim als anarcosindicalistes, seguidament es descobrí que aquest havia estat obra d'un grup d'agents alemanys que, amb la col·laboració del policia espanyol Manuel Bravo Portillo, actuava a Barcelona amb la finalitat de pertorbar les activitats dels industrials catalans que treballaven per als aliats.
L'escriptor espanyol Eduardo Mendoza es va inspirar en la figura de Josep Albert Barret i Moner per a la seva novel·la “La verdad sobre el caso Savolta”.